# Haplochromis obliquidens
Haplochromis obliquidens là một loài cá thuộc họ Cichlidae. Đây là loài điển hình của Haplochromis.
Loài này có ở Kenya, Tanzania, và Uganda. Môi trường sống tự nhiên của chúng là hồ nước ngọt. It is not considered a threatened species by the IUCN, but its numbers have declined in recent decade, raising concern.